# Börde-Hakel
Börde-Hakel è un comune di 3 025 abitanti situato nel land della Sassonia-Anhalt, in Germania.
Appartiene al circondario (Landkreis) del Salzland e fa parte della comunità amministrativa Egelner Mulde.
Il comune è stato costituito il 1º gennaio 2010 della fusione dei comuni di Etgersleben, Hakeborn e Westeregeln.